# Brussels Universities Cross

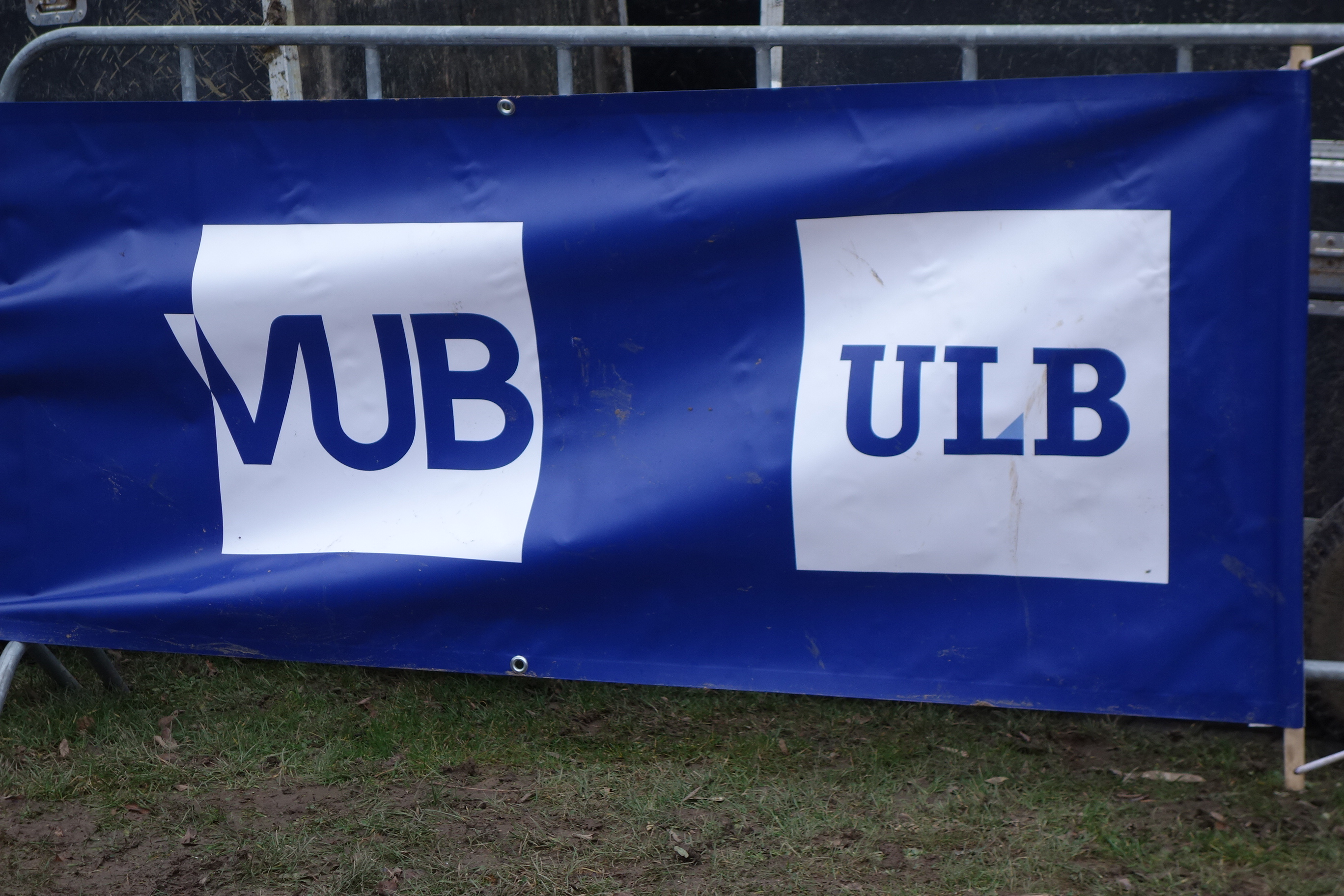
Die Logos der beiden Universitäten entlang des Parcours.

Brussels Universities Cross ist der Name eines Cyclocrossrennen, das auf dem Gelände der Vrije Universiteit Brussel und der Université libre de Bruxelles stattfindet.

## Geschichte

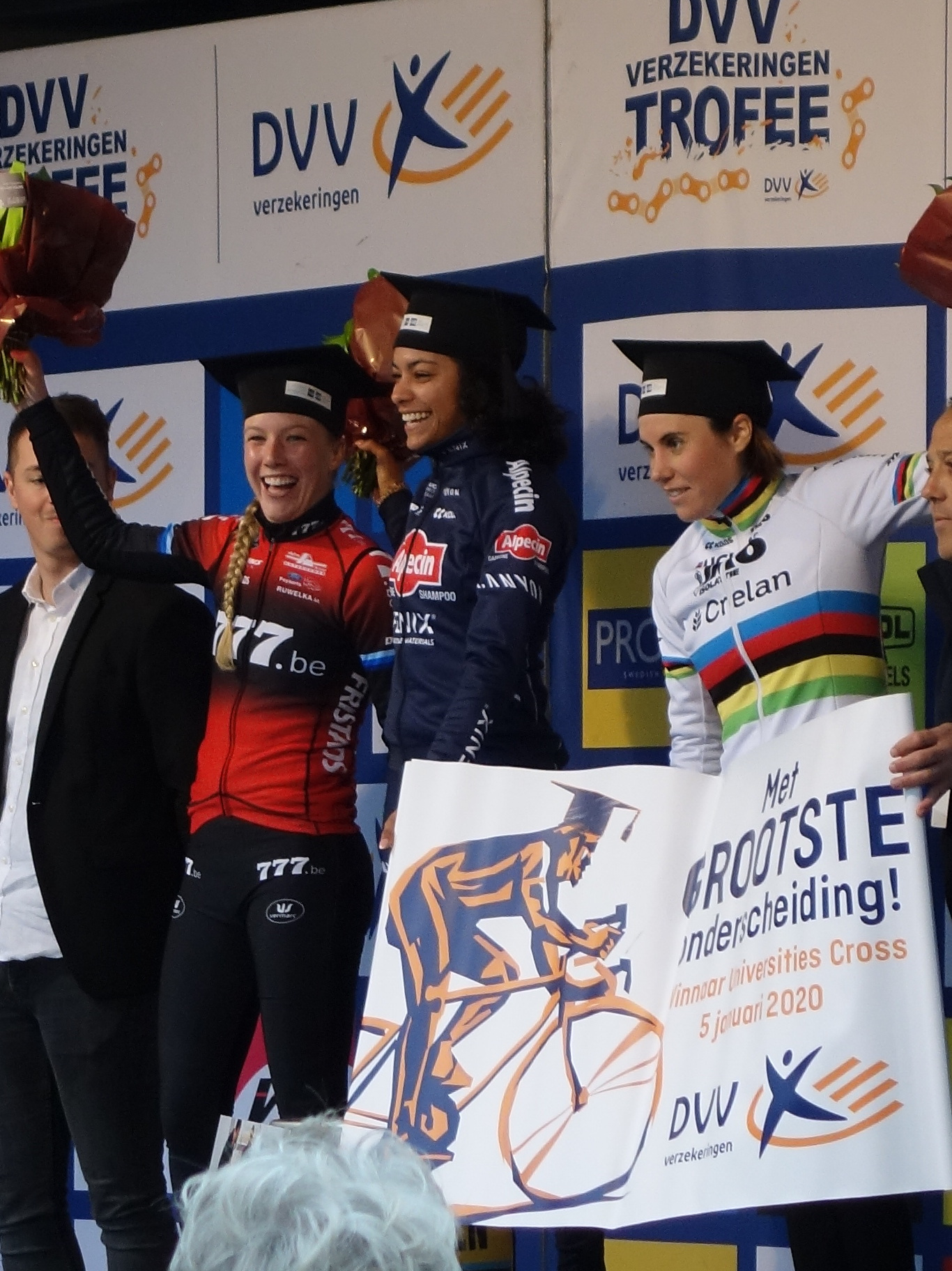
Podium der Frauen bei der Ausgabe 2020 mit Annemarie Worst, Ceylin del Carmen Alvarado und Sanne Cant.

Das Rennen wurde 2019 eingerichtet durch die Veranstalter der DVV Verzekeringen Trofee (heute X²O Trofee). Sie verwendeten dafür die Lizenz des eingestellten GP Région Wallonne, weshalb sie die Auflage hatten, einen Standort in Wallonien oder in Brüssel zu suchen. Schauplatz ist der Universitätscampus in Ixelles/Elsene, auf dem die niederländischsprachige Vrije Universiteit und die französischsprachige Université libre zu Hause sind. Der englische Name des Rennens ist zwischen diesen beiden Sprachen neutral. 
Ein markanter Abschnitt des Parcours ist das so genannte Amphitheater mit treppenartigen Geländestufen, die die Fahrer je zweimal bergab und bergauf bewältigen. Als weitere Besonderheit bekommen die besten Drei auf dem Podium Doktorhüte aufgesetzt.
Der Termin der beiden ersten Ausgaben war in der ersten Januarwoche, seit 2021 liegt er Mitte Februar, womit das Rennen jeweils den Abschluss der X²O Trofee bildet.

## Siegerliste

### Männer
- 2019:  Mathieu van der Poel
- 2020:  Mathieu van der Poel
- 2021:  Toon Aerts
- 2022:  Michael Vanthourenhout
- 2023:  Eli Iserbyt
- 2024:  Eli Iserbyt
- 2025:  Michael Vanthourenhout

### Frauen
- 2019:  Ceylin del Carmen Alvarado
- 2020:  Ceylin del Carmen Alvarado
- 2021:  Ceylin del Carmen Alvarado
- 2022:  Denise Betsema
- 2023:  Fem van Empel
- 2024:  Lucinda Brand
- 2025:  Sara Casasola